# Wilmslow
Wilmslow je město v Anglii v hrabství Cheshire. Leží jižně od Manchesteru mezi Alderley Edgem a Handforthem. Podle sčítání obyvatel ve Spojeném království v roce 2001 měl 30 326 obyvatel.
Wilmslow stejně jako sousední Alderley Edge je proslavené blahobytem a drahými domy.
Je místem pro drahé návrhářské salóny, kavárny a restaurace, které lákají lidi pravého "Cheshireského" životního stylu, jako četní hráči fotbalové Premier League, jejich manželky a přítelkyně, herci a multimilionáři – podnikatelé anglického severozápadu žijící ve městě a jeho okolí.
Wilmslow patří do ostře konzervativního volebního obvodu Tatton. Je třetím nejbohatším volebním obvodem ve Spojeném království po královském obvodu Kensington a Chelsea a po londýnském City (City of London and Westminster). Je to tedy nejdražší a nejžádanější bydliště v Británii po londýnském centru.

## Z historie
Zemřel zde matematik a zakladatel počítačové vědy Alan Turing.

### Československá stopa
Do své smrti 23. června 1993 zde žil také Zdeněk Kopal, významný český astronom a astrofyzik.
Ve Wilmslow byl usazen za 2. světové války československý depot (náhradní vojenská jednotka) a československá letecká základna, odkud šli čs. letci do RAF, např. František Vavřínek. Ve Wilmslow a okolí byla právě základna RAF, kde probíhala letecká část výcviku (paravýcvik) čs. parašutistů pro Zvláštní skupinu D (skupinu zvláštních úkolů) po základním výcviku ve Skotsku. Např. v roce 1941 zde československé piloty vyučoval bojovou taktiku Josef Hubáček.